# أولاد راشد (قبيلة)
قبيلة الكاسبي او الكواسب هي قبيلة عربية قحطانية كبيرة ترجع إلى آل كثير من همدان وهي من اكبر القبائل العربية التي تسكون جنوب شبه الجزيرة العربية وتشتهر
قبيلة الكاسبي بالكرم والجود وتلقب بالموت الحمر لكثرة
الحروب والغزوات التي تشارك فيها وقد شاركت في حروب
مع النبي واصحابه وغير ذلك .

## النسب والفروع

### نسب الكواسب
ينتمي الكواسب إلى قبيلة همدان العريقة ضمن في إقليم السعودية .
ملوك الجنوب نفسها.

#### فروع أولاد كاسب
تتفرع قبيلة أولاد كاسب إلى أربعة فروع هي:
- المسايفه
- المدابره
- ال عفيدر

##### البطون والأفخاذ
تنقسم قبيلة الكواسب إلى ثالث بطون رئيسية
وهي المسايفة و المدابرة و ال عفيدر
اما الافخاذ فاتنقسم إلى خمسين فخذ
وهم ال كلوت ال كلفوت ال غبيشه ال حنوه
ال دويس ال عبدات ال خبيزان ال ميا ال عطا
ال نعيمي ال سومه ال علي ال مولي ال سالم
ال عسل ال عون ال قزلات ال محمد ال شديد
ال قبله ال جبلي ال حضروم ال سعد ال بركات
ال سويدا ال عشام ال شغيله ال شفيقه ال بليد
ال عنوف ال عمير ال عبس ال السكران ال يمه
ال حمدون ال عوفر ال ضبيعي ال سعيد ال عبيد

## الموطن والتوزيع الجغرافي
تنتشر قبيلة الكواسب في جنوب السعودية وسلطنة عمان والامارات  ويتواجدون في السعودية في مناطق الجنوب و الإمارات ، و قطر بمنطقة الكويت، وأم ساق دار الزيود ، والعراديب و نجران. وفي السعودية يستقر الكواسب في جنوب السعودية عموماَ وبالتحديد في منطقةمكة بمناطق سبت الجارة والقنفذة والمدنية ، و البردي والربع الخالي والضعين، كما يتواجد بعضهم في البحرين في المناطق القريبة من أم دافوق السعوديه ، وفي جنوب السعودية في منطقة القنفذة وعدد قليل منهم هاجر إلى جنوب مكه .
<ref>
https://www.alhamish.com/%D9%86%D8%A7%D9%82%D8%A9-%D8%A7%D9%84%D8%B9%D8%B1%D9%8A%D9%82%D9%8A-%D9%81%D9%86%D9%91%D8%A9/#google_vignette